# Australische heek
De Australische heek (Merluccius australis) is een straalvinnige vis uit de familie van heken (Merlucciidae), orde van kabeljauwachtigen (Gadiformes). De vis kan een lengte bereiken van 126 centimeter. De hoogst geregistreerde leeftijd is 30 jaar.

## Leefomgeving
Merluccius australis is een zoutwatervis. De soort komt voor in subtropische wateren in de Grote en Atlantische Oceaan op een diepte van 62 tot 1000 meter.

## Relatie tot de mens
Merluccius australis is voor de visserij van groot commercieel belang. In de hengelsport wordt er weinig op de vis gejaagd.